# シーローンチ・コマンダー

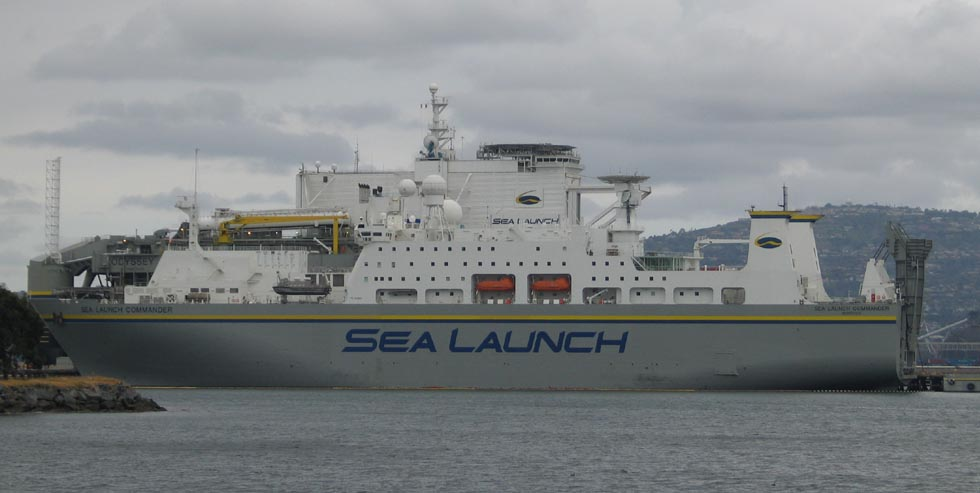
母港に停泊するシーローンチ・コマンダー

シーローンチ・コマンダー（Sea Launch Commander）はシーローンチの海上ロケット打ち上げ司令船である。スコットランドのグラスゴーでアーカー・クバナーによって建造された。母港はカリフォルニア州ロングビーチ。

## 概要
本船は既存の大型船舶を改造したものではなく、ロケット打ち上げ専用に設計・建造されている。ロケット打ち上げに必要な通信設備・発射管制設備のほか、ロケット整備用格納庫を持つ。石油プラットホームを改造した打ち上げプラットホーム「オーシャン・オデッセイ」と2隻セットで運用される。 
1997年に船体が完成し、同年秋にロシアでロケットの誘導指示システムがインストールされ動作テストの後、パナマ運河を通り母港ロングビーチに到着。1999年3月27日最初の衛星打ち上げが行われ、同年10月9日に最初の商業衛星の打ち上げが行われた。

## 諸元・設備
- 全長：約201メートル（660フィート）
- 全幅：約32メートル（106フィート）
- 排水量：3万4000トン
- 航続距離：1万8000海里

打ち上げ設備の他に乗務員及び顧客を約240名を収容する宿泊設備、医療設備、ダイニングルーム、レクリエーションおよびエンターテインメント施設を備えている。